# Wolf Ruvinskis
Wolf Ruvinskis Manevics (Letonia, 30 de octubre de 1921-Ciudad de México, 9 de noviembre de 1999) fue un actor y luchador profesional mexicano de origen letón, reconocido por sus participaciones en películas junto con actores cómicos como Mario Moreno "Cantinflas", Germán Valdés "Tin-Tan" y Adalberto Martínez "Resortes".

## Biografía y carrera

### Primeros años
Wolf Ruvinskis Manevics nació el 30 de octubre de 1921 en Letonia, y fue hijo de José Ruvinskis y María Manevics.
En 1946, llegó a México; quería pasar a los Estados Unidos, pero por falta de papeles y recursos tuvo que quedarse en México, en donde trabajó como cargador de bultos en el mercado de La Merced. Un día, en un pleito callejero, le rompieron la nariz, y lo llevaron al consultorio del doctor Bolaños, quien se ocupaba a la sazón de los luchadores, y lo metió a aprender lucha grecorromana, y después le ayudó a volverse luchador libre. Ruvinskis debutó en la mítica Arena Coliseo el 28 de junio de 1946, enfrentando a Bobby Bonales, por lo que decidió establecerse en México. Su fama en la lucha libre mexicana fue tal que se convirtió en superestrella de este deporte. Formó, con la Tonina Jakson, la pareja infernal, y se enfrentó a leyendas tales como El Santo (con quien alternó en varias películas), Gory Guerrero, Tarzán López, Enrique Llanes, Blue Demon, Black Shadow, El Médico Asesino y El Lobo Negro. Continuó su carrera hasta finales de los años sesenta.[cita requerida]

### Cine
Entrar al mundo del cine le fue difícil, ya que su apariencia no correspondía a la del galán de la época. Por su impactante anatomía, de inmediato se ganó un lugar entre los actores de reparto más populares. Su primera intervención en el cine mexicano fue en la película protagonizada por el cómico Germán Valdés "Tin-Tan", No me defiendas, compadre (1949), un trabajo que marcó la relación profesional y amistosa entre él y Ruvinskis. Éste se volvió comparsa habitual en varias de sus mejores películas, como Simbad el mareado (1950), El revoltoso (1951), Las locuras de Tin-Tan (1952), El bello durmiente (1952), Me traes de un ala (1953), El vagabundo (1953), El sultán descalzo (1956), El gato sin botas (1957) y Los tres mosqueteros y medio (1957). Su última colaboración con Tin-Tan fue al año siguiente, justo cuando éste iniciaba su etapa de decadencia.[cita requerida]

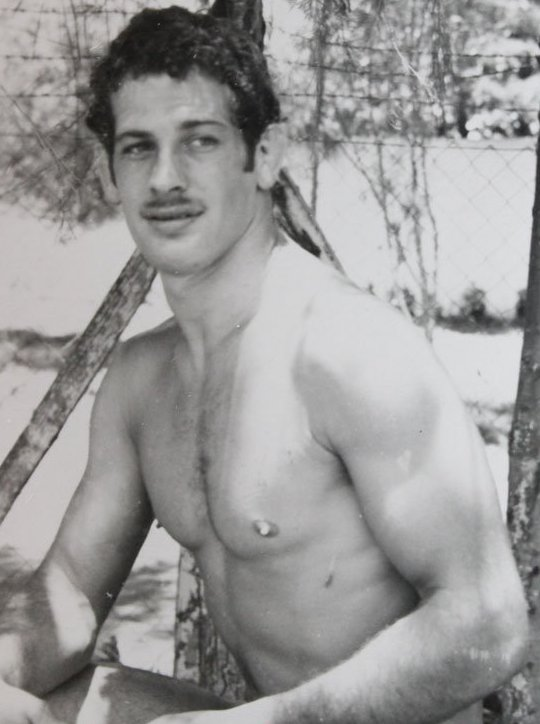
Ruvinskis, c. 1940.

A la par de sus intervenciones al lado del famoso pachuco, tuvo participaciones por demás afortunadas en cintas como  La oveja negra (1949), El hombre sin rostro (1950), Trotacalles (1951), Los tres alegres compadres (1952), La noche avanza (1952), Cuando levanta la niebla (1952), El señor fotógrafo (1953), Caballero a la medida (1954), El túnel 6 (1955) y La estrella vacía (1957), cintas que le permiten trabajar con prácticamente todas las grandes estrellas de entonces, como: Pedro Infante, Fernando Soler, Arturo de Córdova, Miroslava Stern,  Mario Moreno "Cantinflas", Pedro Armendáriz, Leticia Palma, Jorge Negrete, Andrea Palma, Columba Domínguez y María Félix, por mencionar a algunos.[cita requerida]
Mención aparte merecen sus excelentes caracterizaciones en películas como La bestia magnifica (1953), junto a Miroslava Stern y Crox Alvarado, cinta que inauguraría el género de luchadores, muy famoso en años posteriores, Pepe el Toro (1953), junto a Pedro Infante y en la que filman la mejor escena de boxeo hecha hasta ese entonces; muchos críticos elogiaron este trabajo y se dijo que  “sin un adversario como Wolf Ruvinskis, Infante difícilmente hubiera alcanzado las alturas de heroísmo que tuvo”, La vida no vale nada (1954), otra vez con Infante, quien ganó el Ariel por esta película, Ladrón de cadáveres (1957), con Columba Domínguez, cinta que se ha vuelto de culto y es considerada la mejor película del cine de luchadores. En 1960 Wolf alcanzó su momento de mayor popularidad al aceptar la oferta del director Federico Curiel para protagonizar una serie de películas de ciencia ficción de bajo presupuesto, basadas en un personaje que él había creado: Neutrón; con este personaje filma cinco películas que fueron un éxito entre 1960 y 1965, teniéndolo a él como estelar.[cita requerida]
Después de Neutrón, Ruvinskis hizo varias películas sin ninguna importancia, las más de ellas de ficción, exceptuando El crepúsculo de un Dios (1969), La isla de los hombres solos (1974) y algunas participaciones más con Cantinflas y El Santo. Se despidió del cine tres años antes de morir; sus últimas participaciones fueron en Juego limpio (1995), por la que recibió una nominación al Ariel, y La mujer de los dos (1996).[cita requerida]

### Teatro
En 1948, debuta en teatro en la obra Un tranvía llamado deseo de Tennessee Williams, producida por el INBA, y con un papel que lo haría merecedor de los más variados elogios, acompañado de María Douglas y dirigido por Seki Sano, quien juró transformarlo en la musculosa máquina de deseo que él necesita para desestabilizar el personaje de la Douglas; con esta obra tuvo la osadía de aguantar los malos tratos del director, pues sabía que era la oportunidad de su vida. En teatro también tuvo éxitos variados entre los que destacan Panorama desde el puente, obra que lo haría acreedor al premio de mejor actor teatral en 1958, Camino a Roma de Robert Sherwood, compartiendo escena con Dolores del Río, Anna Christie, con Silvia Pinal y Felipe Montoya y Damas retiradas con María Conesa, Anita Blanch y Kitty de Hoyos.[cita requerida]

## Vida personal

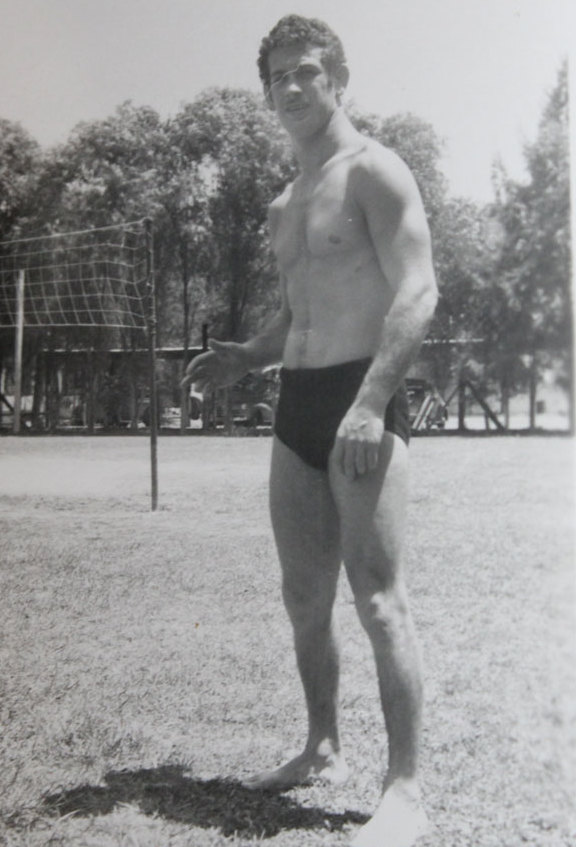
Ruvinskis, c. 1940.

Mientras viajaba por Colombia conoció a Beatriz Pérez, con quien tuvo una hija, Elsa. Posteriormente se casó con la bailarina de ballet clásico Armida Herrera, con quien tuvo dos hijos, Miriam y José. Tras un matrimonio muy conflictivo, Wolf se divorció cuando sus hijos eran todavía pequeños y estos se quedaron a vivir con él. Tras firmar el contrato para hacer la cinta El rapto de las sabinas, sus hijos fueron enviados a la Argentina para que vivieran con el hermano de Wolf y permanecieron allí durante varios años. En México conoció a Hylda Otylle Castillero Gilhwaxnovetzky, que sería su tercera esposa y con la que se casó por civil y por el rito judío. Tuvieron un hijo, Jozsêf Ashley Moshê, y se divorciaron cuando el niño era todavía pequeño. Wolf nunca volvió a casarse, aunque mantuvo relaciones con varias mujeres, entre ellas Lilia Michel.[cita requerida]
Desarrolló una vida como empresario en la que poseyó y administró restaurantes y casas de cambio. En 1995 tomó posesión como presidente de la Comisión de Lucha Libre del Distrito Federal, y se comprometió a que este deporte volvería a tener el impacto y la seriedad de otras épocas.

## Muerte
El 9 de noviembre de 1999, Ruvinskis falleció en la Ciudad de México a los 78 años de edad, a causa de una fibrilación auricular, una neumonía basal derecha, y una cardiopatía isquémica. Su cuerpo fue enterrado en el Panteón Cipreses, ubicado en Naucalpan de Juárez, en el estado de México.

## Filmografía

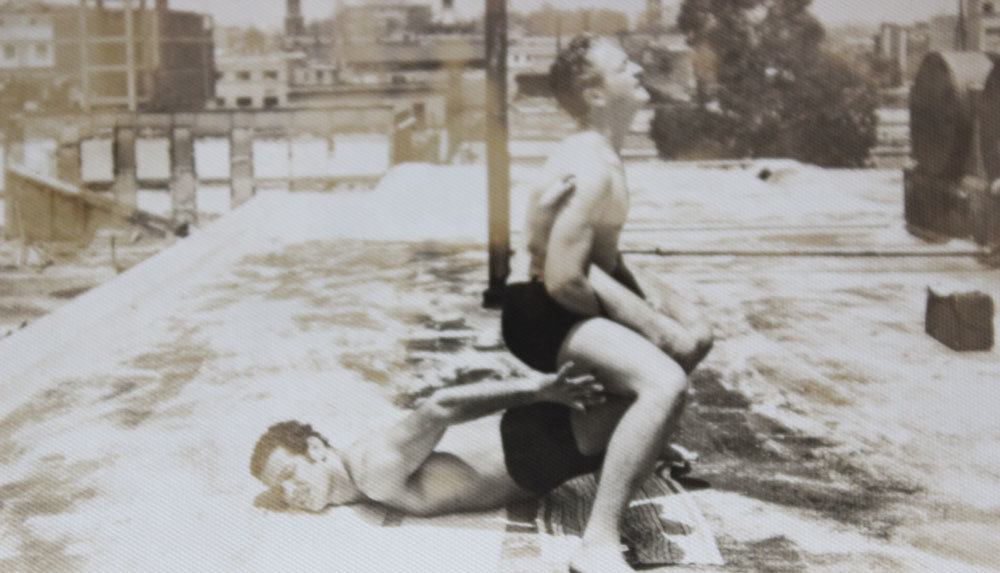
Ruvinskis (en el suelo) durante lo que parece ser un combate de lucha libre/entrenamiento, c. 1940.

### Películas
- Los 6 Mandamientos de la Risa (1999)
- La Mujer de Los Dos 1996)
- Juego limpio (1996)
- Un ángel para los diablillos (1993)
- Poninas dijo Popochas (1989)
- Días de combate (1987)
- El Tacos de oro (1986) como Héctor Zepeda
- Rosa de dos aromas (1989)
- La mafia tiembla (1987)
- Los Verduleros (1984)
- La fuga de Carrasco (1983)
- Nocaut (1983) como don Saúl
- El patrullero 777 (1977) como Mayor Urbano Malagón
- El mexicano (1976) como lugarteniente José Alvarado.
- El hombre del puente (1975) como dictador.
- La isla de los hombres solos (1974) como Coronel Venancio Salvatierra
- Acapulco 12-22 (1971) como Claude, Capitán de yate.
- El crepúsculo de un dios (1968) como Charles González.
- Esclava del deseo (1967) como Bronco.
- Santo contra la invasión de los marcianos (1966) como Argos
- Santo contra los villanos del ring (1966)  como Rodolfo Labra
- Cargamento prohibido (1965) como Carlos Aguilar.
- El señor doctor (1965) como Padre de Beto.
- Jinetes de la llanura (1964) como Andrés Menchaca.
- El demonio en la sangre (1964) (Argentina)
- Rata de puerto (1963) (Argentina)
- Dinamita Kid (1962)
- El justiciero vengador (1962) como Fernando Lagos
- como Neutrón
  - Neutrón contra los asesinos del karate (1965)
  - Neutrón contra el Doctor Sádico (1964)
  - Los autómatas de la muerte (1960)
  - Neutrón contra el Doctor Caronte (1960)
  - Neutrón, El Enmascarado Negro (1960)
- El rapto de las sabinas (1960) como Rómulo.
- Las canciones unidas (1960) como delegado soviético.
- Vivo o muerto (1959) como Crisanto Medina.
- La estrella vacía (1958) como Tomás Téllez.
- La última lucha (1958) como Lobo.
- Los tigres del ring (serie) (1957) como Mario o Rafael.
  - El torneo de la muerte
  - Furias desatadas
  - Secuestro diabólico
  - Los tigres del ring
- El superflaco (1957) como Rudy.
- Paso a la juventud (1957) como Rodolfo.
- A media luz los tres (1957) como Sebastián Reyes
- El diablo desaparece (1957) como Julián
- Ladrón de cadáveres (1956) como Guillermo Santana.
- Los tres mosqueteros y medio (1956) como Aramís.
- El gato sin botas (1956) como Humberto Carrasco.
- El medallón del crimen (El 13 de oro) (1955) como Ramón Torres.
- El túnel seis (1955) como Ricardo Álvarez.
- Los Gavilanes (1954) como Rómulo.
- El sultán descalzo (1954) como Hilario Trujeque.
- La vida no vale nada (1954) como El Caimán.
- La gitana blanca (1954) como Yaco.
- ¿Por qué ya no me quieres? (1953) como gánster.
- Caballero a la medida (1953) como Chucho.
- Reportaje (1953) como policía.
- La sexta carrera (1953) como jinete.
- El vagabundo (1953) como Hércules.
- El plebeyo (1953) como Lobo.
- Pepe El Toro (1952) como Bobby Galeana.
- Me traes de un ala (1952) como mayordomo.
- El señor fotógrafo (1952) como Lekpa.
- Cuando levanta la niebla (1952) como enfermo.
- Las tres alegres comadres (1952) como Tranquilino.
- El bello durmiente (1952) como Tracatá/Dr. Heinrich Wolf.
- La bestia magnífica (1952) como Carlos.
- Los tres alegres compadres (1951) como amante de Diana.
- Las locuras de Tin-Tan (1951) como loco fortachón.
- La noche avanza (1951) como Bodoques.
- Mujeres sin mañana (1951) como Juan.
- El revoltoso (1951) como Roberto.
- Trotacalles (1951) como Carlos.
- Camino del infierno (1950) como Tony.
- Simbad el mareado (1950) como novio de Mary.
- El hombre sin rostro (1950) como monstruo.
- Amor salvaje (1949) como marinero.
- La oveja negra (1949) como boxeador El Campeón Asesino.
- Hipócrita (1949) como El Rayas.
- No me defiendas, compadre (1949) como luchador El Enmascarado.

### Producción
- La última lucha (1959)

### Televisión
- I Spy (1968, episodio #321 Shana) como Andreyev.
- Muñeca (1973) como Kid Tabaco
- Mañana es primavera (1982-1983) como Raúl
- Vivir un poco (1985-1986)
- Hospital de la risa (1986)
- Carrusel de las américas (1992) como Don Mariano.

## Nominaciones

### Premios Ariel
| Año  | Categoría       | Trabajo nominado | Resultado |
| ---- | --------------- | ---------------- | --------- |
| 1997 | Actor de cuadro | Juego limpio     | Nominado  |